# Pétrel des Chatham
Pterodroma axillaris
Espèce
Statut de conservation UICN

 VU  : Vulnérable
Le Pétrel des Chatham (Pterodroma axillaris) est une espèce d'oiseaux de la famille des Procellariidae.

## Répartition
Cet oiseau est endémique des îles Chatham et était jusqu'à récemment cantonnée à l'île du Sud-Est.